# Michel Goeldlin
Michel Goeldlin, né à Lausanne le 3 août 1934 d’un père suisse et d’une mère américaine et mort à Menton le 17 novembre 2012, est un écrivain vaudois.

## Biographie
Michel Goeldlin écrit en français et compte à son actif dix romans et trois ouvrages de non-fiction à ce jour, totalisant 35 éditions, coéditions, adaptations et traductions en anglais, russe, allemand et italien. 
Michel Goeldlin arpente le monde du Sahara à la Papouasie, du pôle Nord au Salvador. Il est en particulier l’auteur d’un roman sur les Touaregs et d’un autre sur les Inuits du Grand-Nord canadien.
Son roman Sculpteur de nuages dont le protagoniste est un ingénieur de bord pour une compagnie aérienne nous emmène en Inde, à l’île Maurice et au Canada. Pour ce roman, Michel Goeldlin reçoit en décembre 2003 le 20e Prix littéraire européen que lui décerne l’Association des écrivains de langue française (ADELF).
Michel Goeldlin a aussi écrit pour sa femme Jolanda dite Yucki, photographe, les textes d’un album intitulé 60 photographies romanesques ainsi que les textes de 22 expositions individuelles présentées à Monaco, en France, au Canada, en Suisse et en Russie. 
Michel Goeldlin est membre du Comité d’honneur de l’Association pour le rayonnement des langues européennes, de l’Association des écrivains de langue française et de la Société suisse des écrivains.

## Publications
- Les Sentiers obliques, première édition aux Éditions Bertil Galland, Vevey, 1972
- Le vent meurt à midi, Éditions Bertil Galland, Vevey, 1976
- Juliette Crucifiée Éditions Bertil Galland, Vevey, 1977  (ISBN 2744196274)
- À l’Ouest du Lake Placid, Éditions Bertil Galland, Vevey, 1979
- Les Désemparés, Éditions de l’Aire, Vevey, 1983  (ISBN 978-2881081231)
- Les Moissons du désert, Éditions de l’Aire, Vevey, 1984
- L’espace d’un homme (essai autobiographique), Éditions Zoé, Genève, 1989
- La planète des victimes, éditions Griot, 1990  (ISBN 978-2907217149)
- Panne de Cerveau, Éditions de l’Aire, Vevey, 1996  (ISBN 978-2881084362)
- Péril au Nunavut, Éditions Libre Expression, Montréal, 1999  (ISBN 2-89111-847-2)
- Cœur de neige, coédition Éditions de l’Aire, Vevey, 1999
- Chemins d’écume, Indo Éditions, Paris, 2001
- Sculpteur de nuages, Éditions Carnot, Paris, 2002  (ISBN 2-912362-79-2) Prix Européen de l'ADELF, Paris
- Voyageur du crépuscule, Alban Éditions, 2004  (ISBN 978-2911751141)
- Cœur de neige, Éditions du Rocher, Monaco, 2008  (ISBN 978-2268064420)
- Un arbre à Manhattan, inédit

## Prix obtenus
Il obtient en particulier le Prix Paul Budry en 1971, le Prix Alpes-Jura 1992 et le Prix littéraire européen de l’ADELF en 2003. La même année, il est fait chevalier de l’ordre de Grimaldi en compagnie de sa femme, Yucki Zur Mehlen (Ordonnance Souveraine no 16.052 du 18 novembre 2003 portant promotions ou nominations dans l'Ordre de Grimaldi.).

## Sources
- Publications de et sur Michel Goeldlin dans le catalogue Helveticat de la Bibliothèque nationale suisse
- « Michel Goeldlin », sur la base de données des personnalités vaudoises sur la plateforme « Patrinum » de la Bibliothèque cantonale et universitaire de Lausanne.
- Anne-Lise Delacrétaz, Daniel Maggetti, Écrivaines et écrivains d’aujourd’hui, p. 139
- 24 Heures 2000/05/09.05, 2003/12/10, p. 17
- Michel Goeldlin
- A D S - Autorinnen und Autoren der Schweiz - Autrices et Auteurs de Suisse - Autrici ed Autori della Svizzera